# کامران میرهزار
کامران میرهزار متولد ۱۹۷۶، شاعر، نویسنده، روزنامه‌نگار و فعال حقوق بشر از مردم هزاره است. او بنیان‌گذار و سردبیر کابل پرس و چهره پناهنده می‌باشد. کامران میرهزار به دلیل نوشته‌ها و گزارش‌های انتقادی اش جوایز متعددی را به شمول جایزه هلمن همت در سال ۲۰۰۸ از طرف دیده‌بان حقوق بشر و جایزه آزادی را در سال ۲۰۰۷ از طرف مجتمع جامعه مدنی افغانستان نصیب شده‌است. کامران میرهزار عضو مرکز نویسندگان نروژ است.
کامران میرهزار پایه گذار هزارستان دیجیتال است که تلاش می کند هزاره ها تبدیل به یک ملت مستقل دیجیتال شده و یک جامعه دیجیتال انسان محور تاسیس شود.

## کار روزنامه‌نگاری
کامران میرهزار بیش از ده سال به عنوان روزنامه‌نگار، دبیر خبر و سردبیر فعالیت کرده‌است. او سایت کابل پرس را در سال ۲۰۰۴ راه اندازی کرد.
او همچنین در سال ۲۰۰۵ هفته‌نامه چای داغ را در کابل منتشر نمود. در سال ۲۰۰۶ کارش را به عنوان دبیر خبری رادیو کلید ادامه داد و در سال ۲۰۰۷ با رادیو سلام وطندار متعلق به سازمان مطبوعاتی اینترنیوز همکاری کرد.
چهره پناهنده سایت دیگری است که او آن را در سال ۲۰۱۱ راه اندازی کرد. به عنوان روزنامه‌نگار یکی از همکاران روزنامه گاردین می‌باشد. یکی از کتاب‌های کامران میرهزار به عنوان سانسور در افغانستان توسط انتشارات آی پی پلنز منتشر شد. این کتاب که به زبان دری می‌باشد نخستین کتابی است که موضوع سانسور در افغانستان را به صورت ویژه بررسی کرده‌است.
کامران میرهزار تاکنون دو بار توسط ریاست امنیت ملی افغانستان بازداشت شده‌است. دسترسی مستقیم به سایت کابل پرس نیز در دو کشور افغانستان (توسط آی اس پیهای دولتی) و ایران ممکن نیست. خوانندگان این سایت در ایران و آنانی که در افغانستان از خدمات دولتی اینترنت برخوردارند معمولاً به صورت غیر مستقیم به این سایت دسترسی پیدا می‌کنند.

## کار ادبی
تاکنون چند مجموعه شعر از جمله کتاب مهر و لحن تند اسبی در اضلای پروانه شدن و یک کتاب نقد ادبی بنام خواندن و نوشتن توسط کامران میرهزار منتشر شده‌است.
او در برنامه‌های بین‌المللی ادبی مانند فستیوال بین‌المللی شعر روتردام در کشور هلند و فستیوال بین‌المللی شعر مدجین در کشور کلمبیا شرکت کرده‌است. در اواخر ماه ژوئیه ۲۰۱۲ نیز کتابی با عنوان Chorro De Ciervos(فوران گوزن) که ترجمه شعرهای او به زبان اسپانیایی می‌باشد توسط انتشارات در نیویورک منتشر شد.
سایت رها پن نیز در سال ۲۰۰۲ توسط کامران میرهزار راه اندازی شده‌است.
کامران میرهزار در سال ۲۰۱۳ میلادی، کار گروهی را همراه با شاعران کشورهای مختلف در حمایت از حقوق مردم هزاره که در کشورهای پاکستان و افغانستان به صورت سیستماتیک کشتار می‌شوند روی دست گرفت. این گروه از شاعران، در سال ۲۰۱۳ نامه سرگشاده‌ای را در حمایت از مردم هزاره، خطاب به رهبران سیاسی جهان منتشر کرد.
در سال ۲۰۱۴ میلادی، کتاب شعر ۱۲۵ شاعر از ۶۸ کشور جهان برای مردم هزاره، با ویرایش کامران میرهزار، با عنوان شعر برای هزاره، در آمریکا توسط انتشارات فول پیج پابلیشینگ به نشر رسید. این کتاب ۶۰۰ صفحه‌ای چند زبانه است، تمام شعرهای آن به انگلیسی ترجمه شده و شامل مجموعه شعر ۱۲۵ شاعر، یک شعر بلند و مشترک و نامه سرگشاده شاعران جهان در حمایت از مردم هزاره می‌باشد. روی جلد این آنتولوژی شعر، پرچم هزارستان برای نخستین بار به‌صورت رسمی منتشر شد.
در ماه ژوئیه سال ۲۰۱۴ میلادی، دفتری از شعرهای کامران میرهزار با عنوان Stream of Deer به زبان انگلیسی توسط انتشارات فول پیج پابلیشینگ آمریکا به نشر رسید. شعرهای کامران میرهزار تاکنون در نشریات ادبی مختلف به زبان‌های انگلیسی، اسپانیایی، عربی، ژاپنی و هلندی ترجمه و نشر شده‌است.